# 陶拉韋
陶拉韋（西班牙語：Taulabé），是洪都拉斯的城鎮，位於該國中西部，由科馬亞瓜省負責管轄，面積220.3平方公里，海拔高度561米，2001年人口19,461，人口密度每平方公里88.34人。
14°42′N 87°58′W / 14.700°N 87.967°W